# روجر برناردو
روجر برناردو (بالبرتغالية: Roger Bernardo‏) (10 أغسطس 1985 بريو كلارو في البرازيل - ) هو لاعب كرة قدم برازيلي في مركز الوسط. لعب مع أتلتيكو مينييرو وأرمينيا بيليفيلد وإنيرجي كوتبوس ونادي بالميراس ونادي بونتي بريتا ونادي جوفنتودي ونادي غواراني ونادي فيغورينسي.

## وصلات خارجية
- روجر برناردو على موقع قاعدة بيانات كرة القدم.إي يو (الإنجليزية)
- روجر برناردو على موقع بيانات كرة القدم. دي إي (الألمانية)
- روجر برناردو على موقع Soccerway.com (الإنجليزية)
- روجر برناردو على موقع عالم كرة القدم.نت (الإنجليزية)
- روجر برناردو على موقع AS.com (الإسبانية)